# 가정대지진
가정대지진(嘉靖大地震) 또는 화현대지진(華縣大地震) 혹은 섬서대지진(陝西大地震, 영어: 1556 Shaanxi earthquake)은 중국 명나라 가정제 시기 1556년 1월 23일(율리우스력) 이른 아침에 현 섬서성(陝西省) 화주구(華州區) 지역에서 발생한 지진이다. 당시 발생했던 지진의 규모는 모멘트 규모 기준 Mw7.0~7.5, 최대 Mw8.0 이상으로 추정된다.
당시 주민 대부분이 황토고원의 절벽을 파서 만든 동굴인 요동(窯洞) 안에서 살았는데, 지진으로 동굴이 무너지면서 주민 대부분이 자다가 산 채로 매몰되었다. 현대의 추정에 따르면 지진으로 발생한 직접적인 사망자 수는 10만 명 이상이며, 70만 명 이상이 인구 이동으로 이주하는 과정에서 기근, 전염병 등으로 사망했다고 하며, 중국 황실 기록에 따르면 총 83만 명이 사망했다. 가정대지진은 역사상 가장 많은 사망자수를 기록한 지진이자 중국 역사상 가장 많은 사망자수가 발생한 자연재해로 꼽힌다.

## 지질학적 환경

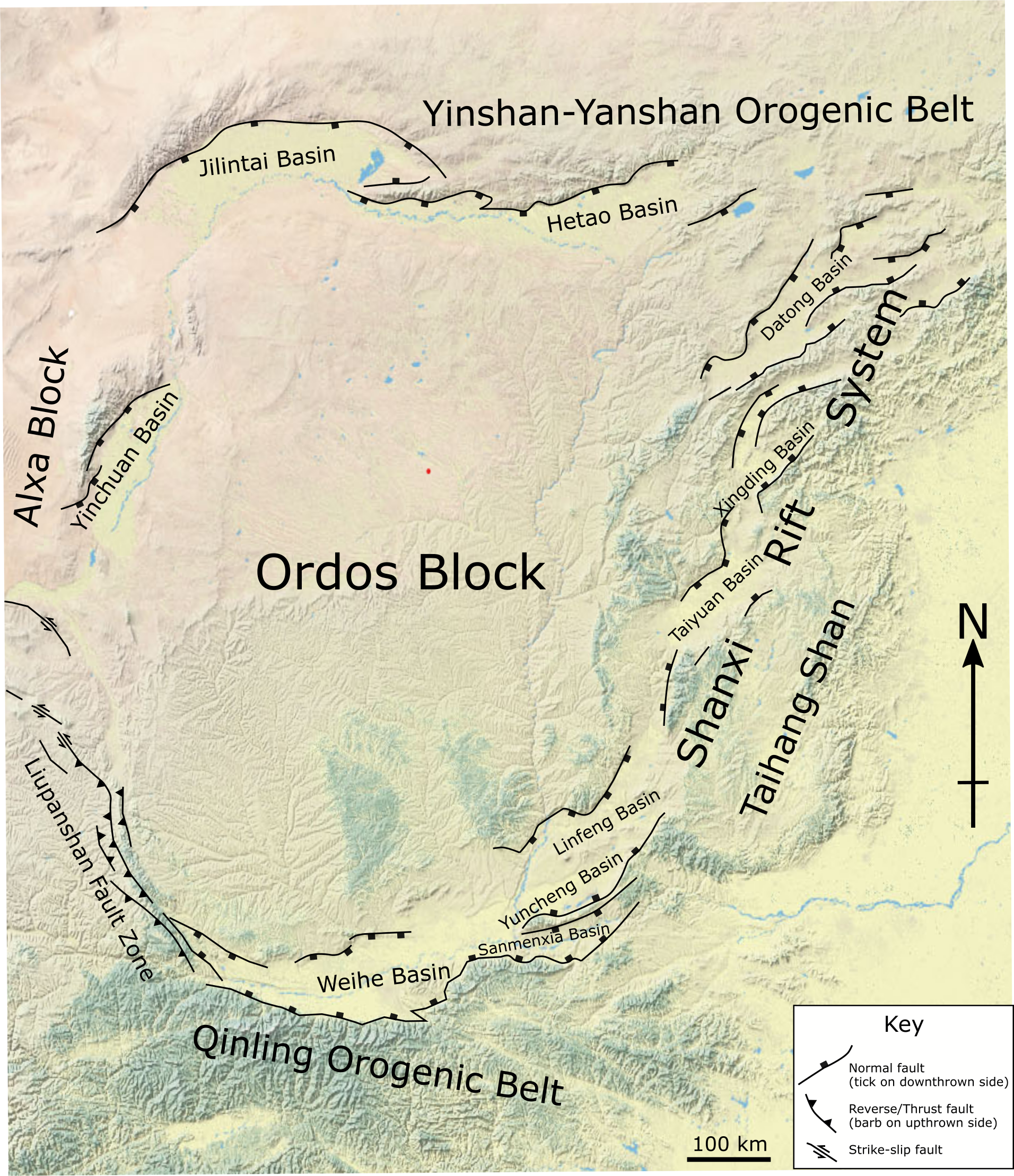
오르도스 강괴 주변의 단층대 모습. 오르도스 강괴의 남쪽과 동쪽 경계인 웨이허-산시 열곡대에서 가정대지진이 일어났다.

화저우구 지역은 오르도스 강괴의 남쪽과 동쪽 경계면을 이루는 열곡분지 중 하나인 웨이허 분지 안에 있다. 분지 동쪽은 산시 열곡대와 이어져 있다. 웨이어 분지는 고진기 시기 서북-동남 방향으로 땅이 확대되며 형성되었다. 고진기 말기 상대적으로 지각이 거의 움직이지 않는 조용한 시기를 지낸 후 신진기서부터 북북서-남남동 방향으로의 확장을 시작하며 열곡대 분지가 다시 활동하기 시작했으며 이 활동은 현재까지 이어진다. 웨이허-산시 열곡대의 분지는 역사적으로 여러 차례 큰 지진을 일으킨 정단층대 경계로 이루어져 있다. 특히 웨이허 분지는 화산 단층과 북친링 단층과 같은 주요 단층대가 남쪽 경계를 이루는 일종의 반지구대를 형성했다.

## 지진
지진은 가정제 34년 음력 정월 12일(1556년 1월 23일) 산서성(山西省), 섬서성, 하남성(河南省) 지역에서 동시에 일어났다. 지진의 진앙은 섬서성 위하(渭河) 계곡 화주 지역으로, 현 위남시(渭南市)와 화음시(華陰市) 경계의 화주구 지역이다. 지진으로 화주는 완전히 파괴되어 도시 거주 주민 절반 이상이 사망했으며, 사망자 수는 수 십만 명에 달했다고 추정된다. 위남과 화음도 심각한 규모로 파괴되었다. 일부 지역은 20 m 깊이로 땅이 갈라지는 큰 균열이 생기기도 했다. 진앙으로부터 반경 500 km 지역까지 광범위한 파괴와 많은 사상자가 발생했다. 또한 지진으로 여러 산사태가 발생해 이로 인한 사망자도 발생했다. 이 지진은 명나라의 황제 가정제 통치 기간 중 발생했다. 이 때문에 지진의 이름이 "가정대지진"으로 붙여졌다.
중국 사서에는 다음과 같이 기록했다.
1556년 겨울 섬서성과 산서성에서 큰 지진이 발생했다. 이곳 화주에서도 여러 재앙이 발생했다. 산과 강의 위치가 바뀌고 도로가 파괴되었다. 어떤 곳은 갑자기 땅이 솟아올라 새로운 언덕이 되거나 갑자기 땅이 가라앉아 새로운 계곡이 되었다. 다른 지역에서는 개울이 순식간에 터지거나 땅이 갈라져 새로운 협곡이 생겨났다. 오두막, 관아, 사원, 성벽이 갑자기 무너졌다.

이 지진으로 현 비림에 있는 여러 석비도 심각한 손상을 입었다. 114개의 카이청 석비 중 40개가 지진으로 파괴되었다.
중국의 진가대(秦可大)는 지진을 겪으며 자세한 기록을 남겼다. 사서에서 진가대는 "지진이 발생했을 땐 밖으로 뛰쳐나가서는 안 된다. 그냥 웅크리고 기다려야 한다. 둥지가 무너져도 알은 남아있을 수 있다."고 결론을 내렸다. 시간이 많이 지나면서 가정대지지의 흔적은 거의 남지 않았으나, 지진의 흔들림으로 시안시에 있던 소안탑은 3층이나 낮아졌으며 이 탑이 현대까지 남아 있다.

### 지진 연구
지질학 데이터를 바탕으로 한 현대 추정에 따르면 지진의 규모는 모멘트 규모 기준 약 Mw8 정도, 지진의 진도는 수정 메르칼리 진도 계급 기준 XI로 추정되나 더욱 최신의 연구에 따르면 지진의 규모는 거의 Mw7.9에 가깝다고 추정된다. 가정대지진은 가장 많은 사망자를 일으킨 지진이자 역사상 3번째로 많은 사망자를 일으킨 자연재해이지만 지진의 규모로만 따지면 이보다도 더 큰 규모의 지진이 더 있다. 지진 이후 반년간 한달에 수 차례 이상으로 여진이 발생했으며 약한 규모의 여진은 지진 후 5년간 계속되었다.
웨이허 분지 지역에서 흔들림이 강하게 느껴졌다. 중국 진도 계급 기준 화난과 웨이난에서 XI~XII급 진도의 흔들림을 느꼈다고 추정된다. 이는 지진이 화산과 웨이난 단층을 따라 일어났다는 가정을 지지하는 근거이다. 분지 전역에서 VIII 이상의 흔들림을 느꼈고 X 이상의 흔들림을 느낀 지역은 100 km 길이가 넘는다.
1998년에서 2017년 사이 발표된 지진 연구에 따르면 가정대지진으로 화산 단층과 웨이난 단층에서 폭 8 m 이상의 단층이동이 발생했다. 이 단층대는 시안시 동북쪽에 있다. 이 단층대에서 정단층은 대부분 동서 방향으로 나 있고 북쪽을 향해 기울어져 향해 있다. 1995년 연구에 따르면 화산 단층대를 따라 생긴 단층의 흔적은 그 움직인 높이가 3~8 m에 달한다. 화산 마을 근처에 있는 단층으로 형성된 단구에서는 약 4천년 전 양사오 문화의 유물이 출토되었다. 1998년 발표된 다른 연구에 따르면 단층 높이는 약 4~7 m이다. 웨이난 단층에 대한 연구는 대부분 츠수이강 유역에 집중되어 데이터가 많지 않다. 1992년과 2010년 두 연구에 따르면 단층의 단차 높이를 각각 2~4 m와 7~8 m로 추정했다. 이 단층 단차가 지진으로 생겨난 것인지, 아니면 다른 원인으로 발생한 것인지에 대해서는 밝혀져 있지 않다. 지진의 규모와 단층 파열 길이의 경험적인 상관관계에 따르면 총 90 km에 이르는 길이의 단층 2개가 전부 파열되었다고 가정한다면 그 규모는 약 Mw7.0~7.5에 달한다. 이는 이전의 추정 지진 규모가 과장되었다는 설을 뒷받침한다.

## 피해

### 요동 문제
당시 수백만 명이 황토고원의 높은 절벽에 있는 사람이 땅을 파 만든 동굴인 요동 안에서 살았다. 황토고원은 오랜 세월 비바람으로 고원에 퇴적된 침적 토양으로 쌓여 있었다. 부드러운 황토질 점토는 수천 년 간 고비 사막의 침적토를 바람이 운반하며 쌓였다. 이런 사질(沙質)은 바람과 물에 취약하다.
황토고원의 침적토는 산서성과 섬서성 대부분과 감숙성(甘肅省) 일부 지역 등 중국 중부 광범위한 곳을 차지하는 토양이다. 이곳에 사는 인구 대부분은 이런 고원 절벽의 요동 동굴 안에서 살았다. 지진으로 이런 동굴 대부분이 붕괴되고 산사태가 발생해 사망자들이 동굴 안에 파묻혀 사망했다. 또한 지진으로 그 지역의 지하수가 급격하게 지상으로 솟구치면서 모래가 날라가고 주택이 같이 붕괴되었다.

### 영향 지역
지진으로 섬서성, 산서성, 하남성, 감숙성, 하북성, 산동성, 호북성, 호남성, 강소성, 안휘성 등 여러 성의 97개 이상 지역이 피해를 입었다. 북경, 성도, 상해에서도 지진의 흔들림으로 여러 주택이 피해를 입었다. 진앙 반경 890 km 영역이 큰 피해를 입었고 어떤 마을의 경우에선 마을 인구의 60% 이상이 지진으로 사망했다. 지진으로 발생한 재산 피해는 현대로 해석하기 매우 어렵다.
지진의 영향을 가장 크게 받은 섬서성, 산서성, 하남성 등 관중 지방의 여러 번영하던 마을과 도시가 폐허가 되어 수십 년 동안 사람이 살지 않는 무인지대로 바뀐 곳도 많았다.

### 사망자수
현대의 추정에 따르면 지진으로 발생한 직접적인 사망자수는 10만명이 좀 넘는다고 추정되며, 지진 이후 사람들이 이주하며 흩어지면서 이어진 기근과 전염병으로 73만명이 더 사망해 명나라 황실 기록에 따르면 총 83만명이 사망했다. 이는 중국에서 가장 많이 사망한 지진이자 중국에서 가장 많은 사람이 사망한 자연재해 중 하나이다.

## 해외의 반응
조선왕조실록에는 명종 11년 기록에 "중국에 지진이 일어나 땅이 갈라지고 평지에 산이 솟는 등의 변괴가 있었다"며 원 순제의 지진(직례 지진)과 함께 가정대지진을 언급했다.
1556년 말 광저우를 방문한 포르투갈인 도미니코회 선교사인 가스파르 다 크루스는 지진 소식을 듣고 나중에 저서 《중국 여행기》(1569년)의 마지막 장에서 지진에 대해 저술했다. 그는 지진을 사람들의 죄악에 대한 신의 징벌로 봤고 1556년 대혜성을 이 재앙의 징조(혹은 적그리스도 탄생의 징조)라고 생각했다.

## 같이 보기
- 중국의 지진 목록
- 지진 목록

## 참고 문헌
- Houa, Jian-Jun; Hanb, Mu-Kang; Chaib, Bao-Long; Hanc, Heng-Yue (1998), “Geomorphological observations of active faults in the epicentral region of the Huaxian large earthquake in 1556 in Shaanxi Province, China”, 《Journal of Structural Geology》 20 (5): 549–557, Bibcode:1998JSG....20..549H, doi:10.1016/S0191-8141(97)00112-0.